# Onny Parun
Onny Parun (Wellington, 15 d'abril de 1974) és un extennista professional neozelandès.
En el seu palmarès destaca el títol de Roland Garros l'any 1974 junt a Dick Crealy. Tot just fou el segon tennista neozelandès en disputar una final de Grand Slam individual des d'Anthony Wilding, 62 anys després. Va ser habitual de l'equip neozelandès de la Copa Davis.
La seva família era d'ascendència croata i el seu germà Tony Parun també fou tennista professional.
Fou condecorat com Oficial del Molt Excel·lent Orde de l'Imperi Britànic l'any 1982 per la seva contribució al tennis.

## Torneigs de Grand Slam

### Individual: 1 (0−1)
| Resultat  | Núm. | Any  | Torneig          | Oponent       | Marcador           |
| --------- | ---- | ---- | ---------------- | ------------- | ------------------ |
| Finalista | 1.   | 1973 | Open d'Austràlia | John Newcombe | 3−6, 7−6, 5−7, 1−6 |

### Dobles: 1 (1−0)
| Resultat  | Núm. | Any  | Torneig       | Parella     | Oponents               | Marcador                |
| --------- | ---- | ---- | ------------- | ----------- | ---------------------- | ----------------------- |
| Guanyador | 1.   | 1974 | Roland Garros | Dick Crealy | Robert Lutz Stan Smith | 6–3, 6–2, 3–6, 5–7, 6–1 |

## Palmarès

### Individual: 12 (5−7)
| Títols per superfície |
| --------------------- |
| Dura (3−2)            |
| Gespa (1−2)           |
| Terra batuda (1−1)    |
| Moqueta (0−1)         |

| Resultat  | Núm. | Data                   | Torneig                     | Superfície   | Oponent              | Marcador                |
| --------- | ---- | ---------------------- | --------------------------- | ------------ | -------------------- | ----------------------- |
| Finalista | 1.   | 31 de gener de 1968    | Auckland, Nova Zelanda      |              | Barry Phillips-Moore | 3−6, 8−6, 6−1, 3−6, 2−6 |
| Finalista | 2.   | 26 de desembre de 1972 | Open d'Austràlia, Austràlia | Gespa        | John Newcombe        | 3−6, 7−6, 5−7, 1−6      |
| Finalista | 3.   | 16 de setembre de 1973 | Aptos, Estats Units         | Dura         | Jeff Austin          | 6−7, 4−6                |
| Finalista | 4.   | 14 de gener de 1974    | Auckland (2)                | Dura         | Björn Borg           | 4−6, 3−6, 1−6           |
| Finalista | 5.   | 22 de juliol de 1974   | Kitzbühel, Àustria          | Terra batuda | Balázs Taróczy       | 1−6, 4−6, 4−6           |
| Guanyador | 1.   | 4 de novembre de 1974  | Jakarta, Indonèsia          | Dura         | Kim Warwick          | 6−3, 6−3, 6−4           |
| Guanyador | 2.   | 18 de novembre de 1974 | Bombai, Índia               | Terra batuda | Tony Roche           | 6−3, 6−3, 7−6           |
| Finalista | 6.   | 13 de gener de 1975    | Adelaida, Austràlia         | Gespa        | Björn Borg           | 4−6, 4−6, 6−3, 2−6      |
| Guanyador | 3.   | 13 de gener de 1975    | Auckland                    | Gespa        | Brian Fairlie        | 4−6, 6−4, 6−4, 6−7, 6−4 |
| Guanyador | 4.   | 29 de desembre de 1975 | Auckland (2)                | Dura         | Brian Fairlie        | 6−2, 6−3, 4−6, 6−3      |
| Finalista | 7.   | 15 de març de 1976     | Washington DC, Estats Units | Moqueta (i)  | Harold Solomon       | 3−6, 1−6                |
| Guanyador | 5.   | 6 d'abril de 1976      | Johannesburg, Sud-àfrica    | Dura         | Cliff Drysdale       | 6−7, 3−6                |

### Dobles: 8 (3−5)
| Títols per superfície |
| --------------------- |
| Dura (0−2)            |
| Gespa (0−1)           |
| Terra batuda (1−2)    |

| Resultat  | Núm. | Data                   | Torneig                   | Superfície   | Parella         | Oponents                             | Marcador                |
| --------- | ---- | ---------------------- | ------------------------- | ------------ | --------------- | ------------------------------------ | ----------------------- |
| Guanyador | 1.   | 26 d'abril de 1971     | Houston, Estats Units     |              | Milan Holeček   | Tom Edlefsen Frank Froehling         | 1−6, 7−6, 6−4           |
| Finalista | 1.   | 16 de setembre de 1973 | Aptos, Estats Units       | Dura         | Raymond Moore   | Jeff Austin Fred McNair              | 2−6, 1−6                |
| Finalista | 2.   | 25 de març de 1974     | Palm Desert, Estats Units | Dura         | Raymond Moore   | Jan Kodeš Vladimír Zedník            | 4−6, 4−6                |
| Guanyador | 2.   | 8 d'abril de 1974      | Tòquio, Japó              |              | Raymond Moore   | Juan Gisbert Roger Taylor            | 4−6, 6−2, 6−4           |
| Guanyador | 3.   | 3 de juny de 1974      | Roland Garros, França     | Terra batuda | Dick Crealy     | Stan Smith Robert Lutz               | 6−3, 6−2, 3−6, 5−7, 6−1 |
| Finalista | 3.   | 18 de novembre de 1974 | Bombai, Índia             | Terra batuda | Dick Crealy     | Anand Amritraj Vijay Amritraj        | 4−6, 6−7                |
| Finalista | 4.   | 13 de gener de 1975    | Auckland, Nova Zelanda    | Gespa        | Brian Fairlie   | Robert Carmichael Ray Ruffels        | 6−7, retirada           |
| Finalista | 5.   | 12 de juny de 1978     | Brussel·les, Bèlgica      | Terra batuda | Vladimír Zedník | Jean-Louis Haillet Antonio Zugarelli | 3−6, 6−4, 5−7           |

## Trajectòria

### Individual
| Torneig | 1967 | 1968 | 1969  | 1970  | 1971  | 1972  | 1973  | 1974  | 1975  | 1976  | 1977  | 1977  | 1978 | 1979 | 1980  | 1981 | 1982 | Títols    |           |
| --- | ---- | ---- | ----- | ----- | ----- | ----- | ----- | ----- | ----- | ----- | ----- | ----- | ---- | ---- | ----- | ---- | ---- | --------- | --------- |
| Open d'Austràlia | A    | A    | A     | A     | A     | A     | F     | 3R    | A     | A     | A     | 1R    | A    | A    | 1R    | 1R   | A    | 0 / 5     |           |
| Roland Garros | A    | 1R   | 1R    | 1R    | 1R    | 3R    | 3R    | 4R    | QF    | A     | 1R    | 1R    | 1R   | A    | 1R    | 1R   | 1R   | 0 / 13    |           |
| Wimbledon | 2R   | 3R   | 2R    | 1R    | QF    | QF    | A     | 1R    | 3R    | 4R    | 3R    | 3R    | 1R   | 2R   | 4R    | A    | A    | 0 / 13    |           |
| US Open | A    | A    | 1R    | 2R    | 3R    | 3R    | QF    | 2R    | 3R    | 1R    | 3R    | 3R    | A    | 1R   | 1R    | A    | A    | 0 / 11    |           |
| Victòries − Derrotes | 1−1  | 6−10 | 13−24 | 18−19 | 25−24 | 40−38 | 50−44 | 74−37 | 64−32 | 38−22 | 13−29 | 13−29 | 1−14 | 5−15 | 17−21 | 4−13 | 1−3  | 370 – 346 | 370 – 346 |
| Rànquing a final d'any |      |      |       |       |       |       | 57    | 25    | 26    | 29    | 149   | 149   | 210  | 214  | 96    | 99   |      |           |           |
| Llegenda: G: Guanyador; F: Finalista; SF: Semifinalista; QF: Quarts de final; Q: Qualificació; A: Absent; RR: Round Robin; |      |      |       |       |       |       |       |       |       |       |       |       |      |      |       |      |      |           |           |

### Dobles
| Open d'Austràlia | A   | A   | A   | A     | A     | 3R    | 3R    | A     | A     | A     | A     | A    | A   | A   | A   | A   | 0 / 2     |           |
| Roland Garros | 1R  | 2R  | 1R  | 3R    | 4R    | 1R    | G     | 2R    | A     | A     | A     | 2R   | A   | A   | A   | A   | 1 / 9     |           |
| Wimbledon | 1R  | 3R  | 3R  | 1R    | 1R    | A     | 1R    | 1R    | 2R    | 3R    | 3R    | 1R   | A   | A   | 1R  | A   | 0 / 11    |           |
| US Open | A   | 2R  | A   | QF    | 2R    | 3R    | 2R    | 2R    | A     | A     | A     | A    | A   | A   | A   | A   | 0 / 6     |           |
| Victòries − Derrotes | 1−4 | 4−5 | 7−5 | 11−17 | 18−23 | 19−30 | 41−31 | 24−30 | 11−22 | 13−20 | 13−20 | 5−13 | 2−9 | 4−8 | 2−7 | 1−2 | 163 – 226 | 163 – 226 |
| Llegenda: G: Guanyador; F: Finalista; SF: Semifinalista; QF: Quarts de final; Q: Qualificació; A: Absent; RR: Round Robin; |     |     |     |       |       |       |       |       |       |       |       |      |     |     |     |     |           |           |